# 湿婆金庙
湿婆金庙（Kashi Vishvanath Temple）是印度教最重要的寺庙之一，供奉湿婆，位于印度教最神圣的圣城，印度北方邦瓦拉纳西的恒河西岸。
该寺在印度教哲学中长期占有重要的地位，在漫长的历史中曾多次被毁又多次重建。